# Nejla Moalla Harrouch
Nejla Moalla Harrouch (arabe : نجلاء حروش معلى), née le 23 avril 1963, est une ingénieure et femme politique tunisienne. Elle est ministre du Commerce et de l'Artisanat de janvier 2014 à février 2015.

## Biographie

### Formation
Elle obtient en 1981 son baccalauréat (section maths-sciences) avec une mention très bien au lycée Carthage Présidence. Entre 1981 et 1983, elle étudie en classes préparatoires aux grandes écoles d'ingénieurs au lycée Louis-le-Grand, à Paris (France). En 1985, elle obtient un diplôme d'ingénieur à l'École polytechnique (France) et, en 1987, à l'École nationale supérieure des mines de Paris.

### Carrière professionnelle
En 1988, elle devient analyste à la direction des affaires industrielles de la banque Paribas à Paris, et, en 1989, analyste chargée des sociétés d'investissement à la Banque internationale arabe de Tunisie (BIAT). Entre 1990 et 1994, elle est directrice générale de la société Mehari Beach Jerba puis de la société Mehari Beach Tabarka. Entre 1994 et 2006, elle revient à la BIAT comme directrice du budget et du contrôle de gestion, puis comme responsable du département crédit entre 2006 et 2008, coordinatrice des métiers du projet de refonte du système d'information entre 2008 et 2012 et comme responsable du département maîtrise d'ouvrage et coordination des métiers entre 2012 et 2013.
Après son passage au gouvernement, Nejla Moalla Harrouch est nommée PDG d'Assurances BIAT,.

### Carrière politique
En janvier 2014, elle est nommée ministre du Commerce et de l'Artisanat au sein du gouvernement de Mehdi Jomaa, en tant qu'indépendante. Elle est la première femme à occuper cette fonction.

### Distinctions
- Commandeur de l'ordre de la République tunisienne (2015)[5].

## Vie privée
Mariée et mère de trois enfants, elle est la fille de l'ancien ministre Mansour Moalla.